# Susquehanna County
Susquehanna County ist ein County im US-Bundesstaat Pennsylvania. Bei der Volkszählung im Jahr 2020 hatte das County 38.434 Einwohner und eine Bevölkerungsdichte von nahezu 18 Einwohnern pro Quadratkilometer. Der Verwaltungssitz (County Seat) ist Montrose.

## Geschichte
Das County wurde am 21. Februar 1810 aus Teilen von Luzerne County gebildet und nach dem Susquehanna River benannt. Die abschließende Organisation des Countys erfolgte im Jahr 1812.
Acht Bauwerke und Stätten des Countys sind im National Register of Historic Places (NRHP) eingetragen (Stand 24. Juli 2018).

## Geographie
Das County hat eine Fläche von 2156 Quadratkilometern, wovon 25 Quadratkilometer Wasserfläche sind. Etwa 60 Prozent der Fläche sind bewaldet.

## Demografische Daten
Laut dem United States Census im Jahr 2000 lebten im Susquehanna County 42.238 Menschen, es gab 16.529 Haushalte und 11.785 Familien. Die Bevölkerungsdichte lag bei 20 Einwohner je km². Es gab 21.829 Wohneinheiten bei einer durchschnittlichen Besiedlungsdichte von 10 Einwohnern je km². 98,54 % waren weiß, 0,3 % schwarz oder Afroamerikaner, 0,15 % Indianer, 0,22 % Asiatische Amerikaner, 0,01 % Pazifische Insulaner, 0,17 % Angehörige anderer Rassen und 0,6 % Angehörige mehrerer Rassen. 0,67 % der Bevölkerung waren Hispanics oder Latinos aller Rassen. 16,1 % hatten deutsche Vorfahren, 15,4 % englische, 15,1 % irische, 10,6 % amerikanische, 8,6 % italienische und 7,7 % polnische.
Es gab 16.529 Haushalte, in 31,9 % davon lebten minderjährige Kinder, in 57,7 % lebten verheiratete Paare zusammen, in 8,6 % lebten alleinerziehende Mütter und in 28,7 % lebten Ledige. 24,3 % waren alleinstehend und 11,5 % waren Alleinlebende, die 65 oder älter waren. In einem durchschnittlichen Haushalt lebten 2,53 Personen und in einer durchschnittlichen Familie lebten 2,99 Personen.
25,5 % waren jünger als 18 Jahre, 6,7 % zwischen 18 und 24, 27,1 % zwischen 25 und 44, 25,2 % zwischen 45 und 64 und 15,5 % 65 oder älter. Das Medianalter lag bei 40 Jahren. 50,3 % aller Personen waren weiblich, 49,7 % waren männlich. Unter den Volljährigen waren 51,1 % weiblich und 48,9 % männlich.

## Städte und Ortschaften

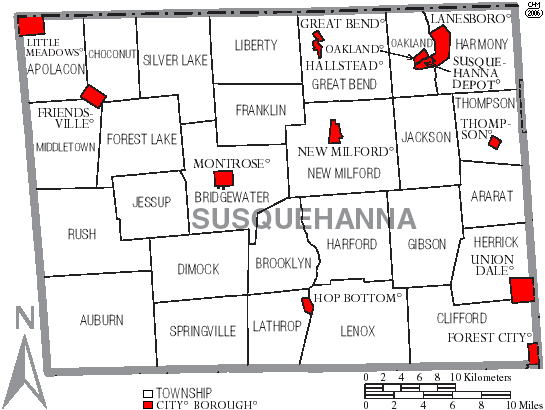
Karte des Susquehanna Countys

- Apolacon Township
- Ararat Township
- Auburn Township
- Bridgewater Township
- Brooklyn Township
- Choconut Township
- Clifford Township
- Dimock Township
- Forest City
- Forest Lake Township
- Franklin Township
- Friendsville
- Gibson Township
- Great Bend Township
- Great Bend
- Hallstead
- Harford Township
- Harmony Township
- Herrick Township
- Hop Bottom
- Jackson Township
- Jessup Township
- Lanesboro
- Lathrop Township
- Lennox Township
- Liberty Township
- Little Meadows
- Middletown Township
- Montrose
- New Milford Township
- New Milford
- Oakland Township
- Oakland
- Rush Township
- Silver Lake Township
- Springville Township
- Susquehanna Depot
- Thompson Township
- Thompson
- Union Dale